# Castrovirreyna (tỉnh)
Tỉnh Castrovirreyna (tiếng Tây Ban Nha: Provincia de Castrovirreyna) là một tỉnh thuộc vùng Huancavelica của Peru. Tỉnh Castrovirreyna có diện tích 3985 km², dân số thời điểm theo điều tra dân số ngày 11 tháng 7 năm 1993 là 19738 người. Tỉnh lỵ đóng ở Castrovirreyna.